# Nore stavkirke
Kościół klepkowy w Nore (Nore stavkirke) – kościół klepkowy (słupowy), znajdujący się w norweskiej miejscowości Nore, w dolinie Numedal, w gminie Nore og Uvdal, region Buskerud.
Świątynia wybudowana została około 1167 roku. Konstrukcja świątyni opiera się o centralny słup, który początkowo stanowił również oparcie dla kościelnej dzwonnicy. Ściany oraz sklepienie pokryte są po stronie wewnętrznej malowidłami przedstawiającymi sceny biblijne w formie zagadek. Prezbiterium zostało przebudowane w 1683 roku. 